# Loni Anderson
Loni Kaye Anderson (n. 5 august 1945, Saint Paul, SUA – d. 3 august 2025, Los Angeles, California, SUA) a fost o actriță americană de film și televiziune.
A fost cunoscută mai ales pentru interpretarea rolului lui Jennifer Marlowe în sitcom-ul WKRP din Cincinnati și pentru că a fost fosta soție a lui Burt Reynolds (cu care a fost căsătorită între 1988 și 1993).

## Copilărie
Loni Anderson a fost fiica lui Carl K. Anderson și Maxine H. Kallin și s-a născut în Saint Paul, Minnesota, în 1946, deși unele surse menționează anul 1945 ca an al nașterii sale. Conform relatării sale din autobiografia sa, My Life in High Heels, tatăl ei intenționa inițial să o numească „Leiloni”, dar mai târziu a decis să o numească pur și simplu „Loni”.

## Carieră în actorie
Cel mai faimos rol al ei a fost cel al recepționerei Jennifer Marlowe în sitcom-ul WKRP din Cincinnati. Fotografia ei în bikini a devenit unul dintre cele mai bine vândute postere din anii 1970.
La scurt timp după despărțirea de Burt Reynolds, a început să apară în mod regulat în ultimul sezon al sitcom-ului NBC Nurses (1993–1994). De asemenea, a apărut în mai multe filme, alături de vedete precum Arnold Schwarzenegger și Lynda Carter. De asemenea, a apărut în serialul de televiziune Partners in Crime (1984).
În 1998, a fost antagonista filmului pentru copii 3 Ninjas: High Noon at Mega Mountain.
Loni Anderson a avut mai multe apariții cameo în emisiuni de televiziune la sfârșitul anilor 1990 și începutul anilor 2000.

## Viață personală
Loni Anderson a avut doi copii: o fiică, Deidra Hoffman (din prima căsătorie), care locuiește în California, și un fiu, Quinton Anderson Reynolds (născut pe 31 august 1988), pe care l-a adoptat împreună cu Burt Reynolds când acesta era al doilea ei soț.
Pe 17 mai 2008,ea s-a căsătorit cu Bob Flick, unul dintre membrii fondatori ai trupei folk The Brothers Four. La ceremonie au participat prieteni și familie, inclusiv fiul ei adoptiv, Quinton Reynolds.

## Deces
Loni Anderson a decedat pe 3 august 2025, la vârsta de 79 de ani, după o boală prelungită, internată într-un spital din Los Angeles.

## Filmografie parțială

### Cinema
- Vigilante Force (1976)
- Stroker Ace (1983)
- The Lonely Guy (1984)
- All Dogs Go to Heaven (1989) (voce)
- Coins in the Fountain (1990)
- 3 Ninjas: High Noon at Mega Mountain (1998)
- A Night at the Roxbury (1998)

## Câteva apariții TV
- WKRP in Cincinnati (1978-1982)
- The Jayne Mansfield Story (1980) - Jayne Mansfield
- Partners in Crime (1984)
- A Letter to Three Wives (1985)
- Easy Street (1986)
- Blondie and Dagwood (1987, voz)
- Too Good to Be True (1988)
- Sorry, Wrong Number (1989)
- Nurses (rol secundar între 1993 și 1994)
- Without Warning (1994)
- The Mullets (2003-2004)
- So NoTORIous (2006)